# 楔形两极虫
楔形两极虫（学名：Myxidium cuneiforme）为两极科两极虫属的动物。分布于俄罗斯、日本以及辽宁、四川、浙江、湖北等，营寄生生活，寄生在鲫、鲤、白鲫、镜鲤的胆囊。